# Офицерская академия имени Имама Али
Офицерская академия имени Имама Али (перс. دانشگاه افسری امام علی‎) — высшее военное учебное заведение профессионального образования, для подготовки офицерских кадров Сухопутных войск Армии Вооружённых сил Исламской Республики Иран.

## Общие сведения
Офицерская академия имени Имама Али ведет историю от Офицерского училища, основанного 5 декабря 1921 года Реза-шахом Пехлеви по образу и подобию французской Особой военной школы Сен-Сир. Офицерское училище было образовано в результате объединения трех ранее существовавших офицерских учебных заведений: Казачьего училища, Жандармского училища и Военного училища.
С 1935 года Офицерское училище приступило к подготовке офицеров кавалерии, артиллерии и инженерных специалистов для Сухопутных войск, Военно-воздушных сил и Военно-морских сил Иранской императорской армии.
В 1989 году училище преобразовано в Офицерскую академию. В 1996 году Офицерской академии было присвоено имя Имама Али.

## Приём в академию и обучение
Офицерская академия принимает на обучение выпускников гражданских университетов со степенью бакалавр по результатам академического, спортивного и идеологического тестирования. Обучение продолжается 3 года и включает военную подготовку по ведению операций в горах, пустынях, лесах, при сильном холоде, диверсионно-разведывательную подготовку, прыжки с парашютом и боевым искусствам.
Выпускник академии получает воинское звание второй лейтенант и поступает на службу в Армию Исламской Республики Иран.